# 企鵝龍
企鵝龍（Diskless Remote Boot in Linux，DRBL，又名Penguinzilla）是一個透過建立具NIS與NFS服務之伺服器，提供無碟或無系統之大量用戶端環境及群播還原的自由軟體，由國家高速網路與計算中心自由軟體實驗室所開發。企鵝龍透過GNU GPL協議授權。

企鵝龍可安裝於眾多Linux發行版上，如Debian、Ubuntu、Mandriva、Red Hat Linux、Fedora、CentOS及openSUSE。另提供基於Debian Live的DRBL Live CD，包含所有DRBL功能，適合用來進行群播還原。

## 功能
企鵝龍提供以下兩個主要功能：
硬碟複製
再生龍（CloneZilla）是一個免費的災難恢復，硬碟克隆，硬碟檔映像製作的部署和解決方案。透過DRBL的PXE開機並結合Partition Image，DRBL即可對40台以上機器同時還原。功能類似於商業軟體Norton Ghost的GhostCast Server，但不需要經由光碟片或是軟碟片開機。
用戶端無碟環境
藉由DRBL可方便快速地建立多台集中式管理之無碟用戶端系統，用戶端可以直接使用伺服器端提供之Linux服務，並透過DRBL伺服器進行操作，如新增或刪除軟體、檔案等。這種精簡客户端的使用方式對於老舊電腦尤其有用。

## 運作原理
企鵝龍伺服器使用DHCP、TFTP、NFS、NIS等技術。用戶端透過PXE網路開機取得伺服器端發放之IP位址，再透過NFS掛載根目錄後即可載入伺服器提供之Linux環境開機。DRBL的用戶端是透過NFS來取得檔案，然後用自己的CPU與記憶體來執行程式。

## 硬體需求
根據官網所述，無論伺服器端抑或客戶端均不需較高之硬體規格。CPU 300~450MHz，記憶體128~256MB，並具有Fast Ethernet（含）以上之網路連線即可順利運作。若要透過PXE方式開機，則必須確認網卡是否支援，另外再架設一台一般支援PXE的伺服器。

## 參看
- 再生龍

## 外部連結
- 企鵝龍（DRBL） （页面存档备份，存于）
- Sourceforge專案頁面 （页面存档备份，存于）
- Clonezilla （页面存档备份，存于）